# 町田市立忠生小学校
町田市立忠生小学校(まちだしりつ ただおしょうがっこう)は、東京都町田市忠生三丁目にある公立小学校。
2023年4月現在の学級数は17学級、全校児童418人である。

## 沿革
- 1912年（大正元年）9月 - 忠生尋常高等小学校として開校
- 1941年（昭和16年）4月 - 東京府南多摩郡忠生国民学校になる
- 1943年（昭和18年）4月 - 東京都南多摩郡忠生国民学校に改名される
- 1947年（昭和22年）4月 - 東京都南多摩郡忠生村立忠生小学校になる
- 1949年（昭和24年）2月 - 木曽分校（現：町田市立忠生第三小学校）が開設、PTAが発足される
- 1958年（昭和33年）2月 - 町田市立忠生第一小学校になる
- 2009年（平成21年）4月 - 分離新設校として町田市立図師小学校開校
- 2011年（平成23年）11月 - 開校100周年記念式典挙行
- 2022年（令和4年）1月 - 開校110周年記念式典挙行

## 校歌
町田市立忠生小学校校歌
- 作詞 - 古関吉雄
- 作曲 - 岡本敬明

## 教育目標
以下の教育目標が掲げられている。

## 通学区域
学区は、町田市ウェブサイト（2023年10月27日最終更新）に依った。
全域が学区となる地域
根岸町
根岸1丁目〜2丁目
矢部町
忠生4丁目
一部区画が学区となる地域
忠生2丁目, 3丁目

## 学区内の主な施設
- 町田市立忠生中学校
- 忠生市民センター
- 市立忠生図書館
- 町田警察署忠生駐在所
- 忠生郵便局
- 忠霊塔（町田市戦没者合同慰霊塔）
- 箭幹八幡宮
- 根岸山横穴墓群（忠生遺跡B地区）

## 学校の統合
町田市教育委員会では「町田市新たな学校づくり推進計画」に基づいて、2040年度までに市内の市立小学校・中学校を統合・建替をする予定である。この影響を受け、本校も2030年度に町田市立山崎小学校（一部学区）、町田市立図師小学校と統合する。
2029年度までは各校とも既存校舎を使用し、2028年度から2029年度にかけて図師小学校の校舎を増築する。
新統合校は現在の図師小学校の位置で、2030年度から増築校舎で教育活動を行う予定が示されている。

## 交通
JR東日本横浜線・小田急線の町田駅で下車し、そこからバスでの移動が必須。
町田バスセンターから神奈川中央交通バスの以下の便に乗る。
- 13番乗り場　町29 淵野辺駅北口行、町30 橋本駅北口行、町60 多摩境駅経由橋本駅北口行
- 14番乗り場　町26 図師経由野津田車庫行、町27 小山田行、町31 多摩リハビリテーション病院行

13番乗り場から乗車する場合は、下根岸バス停で下車する。
14番乗り場から乗車する場合は、根岸バス停で下車する。
下根岸バス停から小学校までは徒歩7分程度、根岸バス停から小学校までは徒歩5分程度である。